# Faouzi Ghoulam
Faouzi Ghoulam (Saint-Priest-en-Jarez, 1 februari 1991) is een Algerijns voetballer die doorgaans als linksback speelt. Hij verruilde AS Saint-Étienne in januari 2014 voor Napoli. Ghoulam debuteerde in 2013 in het Algerijns voetbalelftal.

## Clubcarrière
Ghoulam speelde elf seizoenen in de jeugdacademie van AS Saint-Étienne. Hij debuteerde op 22 september 2010 in de Coupe de la Ligue tegen OGC Nice. Hij viel na 82 minuten in voor Gonzalo Bergessio. Tijdens het seizoen 2011/12 veroverde hij een basisplaats bij Les Verts. Op 31 januari 2014, de laatste dag van de winterse transferperiode, werd hij voor een bedrag van vijf miljoen euro verkocht aan Napoli.

## Clubstatistieken
| Seizoen | Club             | Competitie | Competitie | Competitie | Beker | Beker | Europa | Europa | Overige | Overige | Totaal | Totaal |
| Seizoen | Club             | Competitie | Wed.       | Dlp.       | Wed.  | Dlp.  | Wed.   | Dlp.   | Wed.    | Dlp.    | Wed.   | Dlp.   |
| ------- | ---------------- | ---------- | ---------- | ---------- | ----- | ----- | ------ | ------ | ------- | ------- | ------ | ------ |
| 2010/11 | AS Saint-Étienne | Ligue 1    | 12         | 0          | 1     | 0     | —      | —      | —       | —       | 13     | 0      |
| 2011/12 | AS Saint-Étienne | Ligue 1    | 32         | 0          | 2     | 0     | —      | —      | —       | —       | 34     | 0      |
| 2012/13 | AS Saint-Étienne | Ligue 1    | 26         | 0          | 5     | 0     | —      | —      | —       | —       | 31     | 0      |
| 2013/14 | AS Saint-Étienne | Ligue 1    | 17         | 1          | 2     | 0     | 0      | 0      | —       | —       | 19     | 1      |
| 2013/14 | Napoli           | Serie A    | 15         | 0          | 3     | 0     | 3      | 0      | —       | —       | 21     | 0      |
| 2014/15 | Napoli           | Serie A    | 21         | 0          | 3     | 0     | 14     | 0      | 1       | 0       | 39     | 0      |
| 2015/16 | Napoli           | Serie A    | 34         | 0          | 0     | 0     | 4      | 0      | —       | —       | 38     | 0      |
| 2016/17 | Napoli           | Serie A    | 29         | 0          | 1     | 0     | 8      | 0      | —       | —       | 38     | 0      |
| 2017/18 | Napoli           | Serie A    | 11         | 2          | 0     | 0     | 6      | 0      | —       | —       | 17     | 2      |
| 2018/19 | Napoli           | Serie A    | 16         | 1          | 1     | 0     | 4      | 0      | —       | —       | 21     | 1      |
| 2019/20 | Napoli           | Serie A    | 9          | 0          | 0     | 0     | 0      | 0      | —       | —       | 9      | 0      |
| 2020/21 | Napoli           | Serie A    | 11         | 0          | 1     | 0     | 5      | 0      | —       | —       | 17     | 0      |
| Totaal  | Totaal           | Totaal     | 233        | 4          | 19    | 0     | 44     | 0      | 1       | 0       | 297    | 4      |

## Interlandcarrière
Op 18 december 2010 verklaarde Ghoulam in de Algerijnse sportkrant El Heddaf dat hij voor Algerije wenste uit te komen. In 2012 speelde hij twee interlands voor Frankrijk –21. Op 23 november 2012 maakte Ghoulam bekend dat hij met Algerije zou deelnemen aan het Afrikaans kampioenschap voetbal 2013. Enkele dagen later bevestigde de Algerijnse voetbalbond het nieuws. Hij speelde echter geen minuut op het toernooi. Op 26 maart 2013 debuteerde Ghoulam uiteindelijk voor Algerije in een WK-kwalificatiewedstrijd tegen Benin (3–1 winst). Hij gaf de assist bij het eerste doelpunt van de Algerijnen. Op 2 juni werd Ghoulam opgenomen in de selectie voor het wereldkampioenschap voetbal 2014 in Brazilië door bondscoach Vahid Halilhodžić. Hij speelde twee wedstrijden van zijn land op het toernooi, waaronder de verloren achtste finale tegen Duitsland (2–1 na verlenging). Ghoulam maakte zijn eerste interlanddoelpunt op 19 januari 2015 op het Afrikaans kampioenschap, in de eerste groepswedstrijd tegen Zuid-Afrika (3–1 winst).

## Erelijst
| Competitie        |               |                  |               |               |
| Competitie        | Aantal        | Jaren            |               |               |
| Saint-Étienne     | Saint-Étienne | Saint-Étienne    | Saint-Étienne | Saint-Étienne |
| ----------------- | ------------- | ---------------- | ------------- | ------------- |
| Coupe de la Ligue | 1x            | 2012/13          |               |               |
| Napoli            |               |                  |               |               |
| Coppa Italia      | 2x            | 2013/14, 2019/20 |               |               |
| Supercoppa        | 1x            | 2014             |               |               |

Individueel
- Algerijns voetballer van het jaar: 2017